# Temporada 1967 del Campeonato de Europa de Rally
La temporada 1967 fue la edición 15º del Campeonato de Europa de Rally. Comenzó el 14 de enero con el Rally de Montecarlo y finalizó el 8 de octubre en el 3-Städte Rallye. El calendario contaba inicialmente de diecisiete pruebas pero la última cita, el Rally de Gran Bretaña se canceló.

## Calendario
| N.º | Fecha               | Rally                                           | Resultados |
| --- | ------------------- | ----------------------------------------------- | ---------- |
| 1   | 14-20 de enero      | 36. Rallye Automobile de Monte-Carlo            | Resultados |
| 2   | 9-13 de febrero     | 18. KAK Rallyt                                  | Resultados |
| 3   | 22-26 de febrero    | 7. Rally dei Fiori                              | Resultados |
| 4   | 16-19 de marzo      | 20. Rallye Lyon-Charbonnières                   |            |
| 5   | 6-8 de abril        | 7. Rallye DDR - Pneumant Rallye                 |            |
| 6   | 24-27 de abril      | 19. Internationale Tulpenrallye                 |            |
| 7   | 10-14 de mayo       | 38. Int. Österreichische Alpenfahrt             |            |
| 8   | 25-28 de mayo       | 15. Acropolis Rally                             | Resultados |
| 9   | 15-18 de junio      | 36. Rallye de Genève                            |            |
| 10  | 6-9 de julio        | 8. Rallye Vltava                                |            |
| 11  | 19-22 de julio      | 4. Donau Rallye - Castrol                       |            |
| 12  | 2-5 de agosto       | 27. Rajd Polski                                 | Resultados |
| 13  | 18-20 de agosto     | 17. Jyväskylän Suurajot - Rally of 1000 Lakes   | Resultados |
| 14  | 4-9 de septiembre   | 28. Coupe des Alpes                             |            |
| 15  | 21-24 de septiembre | 15º RACE Rallye de España                       | Resultados |
| 16  | 5-8 de octubre      | 5. Drei Stadte Rallye München - Wien - Budapest |            |
| 17  | Cancelado           | 16. RAC Rally                                   |            |

## Resultados

### Campeonato de pilotos
| Pos.    | Piloto             | Automóvil                  | Puntos  |
| Grupo 1 | Grupo 1            | Grupo 1                    | Grupo 1 |
| ------- | ------------------ | -------------------------- | ------- |
| 1.      | Sobiesław Zasada   | Porsche 911                | 64      |
| 2.      | Lillebror Nasenius | Opel Rekord                | 55      |
| 3.      | Dieter Lambart     | Opel Kadett                | 45      |
| 3.      | Fiorenzo Genta     | Lancia Fulvia Coupé 1300 S | 45      |
| 5.      | Jerzy Dobrzański   | Porsche 911                | 32      |
| Grupo 2 |                    |                            |         |
| 1.      | Bengt Söderström   | Ford Lotus Cortina         | 42      |
| 2.      | Jean Francois Piot | Renault 8 Gordini          | 38      |
| 3.      | Timo Mäkinen       | BMC Mini Cooper S          | 32      |
| Grupo 3 |                    |                            |         |
| 1.      | Vic Elford         | Porsche 911 S              | 57      |
| 2.      | Jacques Hanrioud   | Porsche 911 S              | 31      |